# Stigmella hamata
Stigmella hamata là một loài bướm đêm thuộc họ Nepticulidae. Nó được miêu tả bởi Puplesis và Robinson, 2000, và được tìm thấy ở Peru.